# 13177 Hansschmidt
A 13177 Hansschmidt (ideiglenes jelöléssel 1996 HS11) a Naprendszer kisbolygóövében található aszteroida. Eric Walter Elst fedezte fel 1996. április 17-én.